# الميزانية الفيدرالية لسويسرا
تشير الميزانية الفيدرالية السويسرية (بالألمانية: schweizer Bundesbudget) إلى الإيرادات السنوية (الأموال المستلمة) والنفقات (الأموال المُنفَقة) الخاصة بالاتحاد السويسري. نظرًا إلى أن نفقات الميزانية تصدر على أساس سنوي من قبل الحكومة والمجلس الاتحادي، ويجب أن يوافق عليها البرلمان، فإنها تعكس السياسة المالية للدولة.

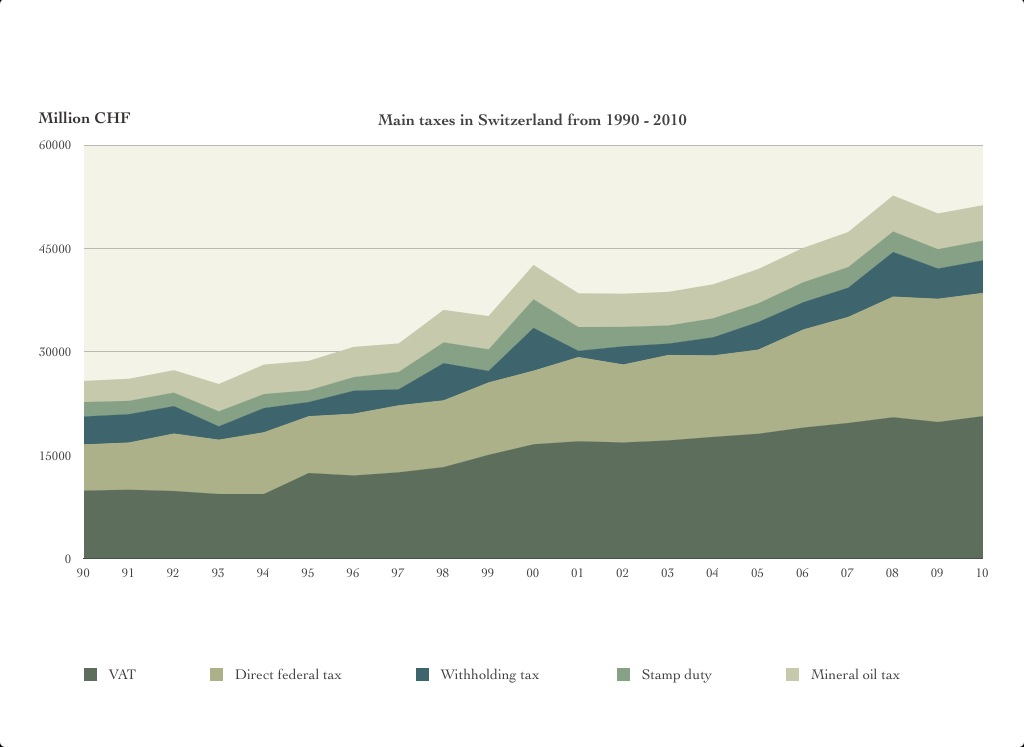
تطور ل 5 ضرائب مختلفة بين عامي 1990 و 2010، والتي تمثل 80٪ - 85٪ من الإيرادات السنوية.

يحدد الدستور السويسري مبادئ الميزانية، وقد أعيد ذكرها مؤخرًا في المبادئ التوجيهية المالية لعام 1999 الخاصة بالاتحاد. في عام 2010، بلغت الميزانية الفيدرالية لسويسرا 62.8 مليار فرنك سويسري، وهو ما يمثل 11.35٪ من الناتج المحلي الإجمالي للبلاد في ذلك العام. في عام 2014، بلغت الميزانية الفيدرالية لسويسرا 66.353 مليار فرنك سويسري، أو 10.63٪ من الناتج المحلي الإجمالي للبلاد. لوحِظ أن الميزانية الفيدرالية السويسرية لا تشكل سوى 31.7٪ من الإنفاق العام السويسري، بينما يُدار الباقي من قبل الأقاليم والبلديات مباشرة.

## نظرة عامة
نظرًا إلى أن النظام الفيدرالي في سويسرا يقسم الأمة إلى ثلاثة مستويات من الحكم، الكونفدرالية والأقاليم والبلديات، فإن الميزانية الفيدرالية تشير فقط إلى الإيرادات والنفقات على المستوى الوطني. الميزانيات الإقليمية (كانتون)، وكذلك ميزانيات أكثر من 2500 بلدية ليست من اختصاص الحكومة الفيدرالية أو البرلمان. وبالتالي، لا تُحسب إيراداتها ونفقاتها بوصفها جزءً من الميزانية الفيدرالية، ولكنها مجتمعة تصل إلى أكثر من 60٪ من إجمالي الإنفاق العام. ومع ذلك، فإن مستويات الميزانية المختلفة مرتبطة ماليًا معًا. هنالك أدوات سياسية مثل: المواءمة المالية الجديدة - القانون (Neuer Finanzausgleich)، التي تنظم المدفوعات المالية من الحكومة الفيدرالية إلى الأقاليم والبلديات، وكذلك من الأقاليم المالية القوية إلى الأقاليم الأقل قوة من الناحية المالية.
ضمن هذه الأطر الهامة، تنظم العديد من مبادئ توزيع الأموال، مثلًا كيف يمكن تحقيق مشاريع مختلفة، باستخدام الأموال المشتركة من البلديات والأقاليم والاتحاد على حد سواء؟. وبهذا المعنى، فإن مستويات الميزانية المختلفة مترابطة ماليًا، ولكنها منفصلة سياسيًا عن بعضها بعضًا.
على الرغم من أن الحق في تقرير نفقات الميزانية يقع في النهاية على عاتق البرلمان، فإن آليات إعادة التوزيع هذه تقيد قدرته على ممارسة هذا الحق. نظرًا إلى أن نفقات التحويل هذه مرتبطة بالغرض إما بأطر قانونية أو دستورية، فلا يمكن تغييرها بسهولة وبالتالي يجري إصلاحها على المدى القصير. بلغ حجم هذه النفقات الثابتة نحو 55 ٪ في عام 2010.

## مبادئ الميزانية
في عام 1999، نشرت الحكومة السويسرية إرشاداتها المالية الجديدة التي تحدد أهداف البلدان ومبادئها والأدوات الرئيسية لتحقيق سياسات مالية مفيدة للشعب، ووُضِع تصوُّر للتحديات والإصلاحات اللازمة لتحقيقها في هذه الإرشادات. إن العديد من الإصلاحات المقترحة هي عمليات تحقق بعضها في غضون ذلك، مثلًا: قانون المواءمة المالية الجديد المذكور أعلاه في عام 2008، وبعضها لا يزال قيد الإصلاح المستمر (أي برامج الرعاية الاجتماعية المختلفة).
عمومًا، يجب أن تكون الميزانية الفيدرالية بمثابة العمود الفقري الاقتصادي للحكومة، وتسمح لها بتحقيق هدفها الرئيسي، وهو رفاهية الشعب. من أجل تحقيق هذا الهدف الشامل، حدد المجلس الاتحادي الأهداف الرئيسية الثلاثة لسياسته المالية:
- هدف التخصيص: يجب استخدام الموارد وإدارتها بطريقة تجعل المنتجات الناتجة لها أكبر استخدام ممكن للناس. لهذا الغرض، فإن الاقتصاد الموجه نحو السوق هو الطريقة الأكثر فعالية للتخصيص.  لذلك، يجب البحث عن حلول موجهة للسوق لأية مهمة معينة.[9]
- هدف التوزيع: يجب أن يجري توزيع منتجات السوق بين الناس بطريقة عادلة اجتماعيًا. ما يعد «عادلًا» هو جزء من مناقشة سياسية واسعة النطاق. يجب أن يحترم الهدف التوزيعي للموازنة الاتحادية القرارات المتخذة وتعديل اقتصاد الدولة الموجه نحو السوق من طريق «البعد الاجتماعي»، وبالتالي جعله «اقتصاد السوق الاجتماعي[9]».
- الهدف الاستقرار: تستخدم الميزانية الاتحادية من أجل استقرار الاقتصاد.  لذلك، ستسعى الحكومة جاهدة لتوفير الموارد في الأوقات الاقتصادية الصعبة، ولكن مع تحفيز الاقتصاد من طريق الاستثمار في الأوقات الصعبة.[10]

من بين هذه الأهداف، صاغ المجلس الاتحادي قائمة مبادئ الميزانية، متضمنةً مبادئ الشفافية، والاستثمار الموجه نحو الكفاءة، وحرية السوق، والشراكة بين القطاعين العام والخاص، والضرائب العادلة، وتفضيل الضرائب غير المباشرة، والنفقات المتوازنة والمزيد.

## أصناف الوصولات

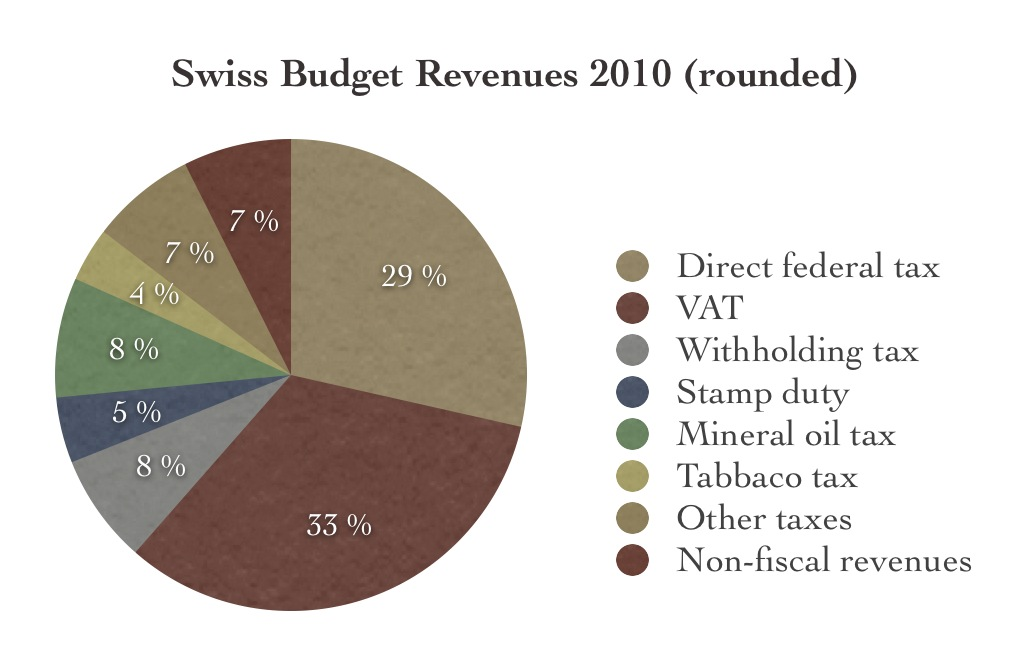
فئات إيصالات الميزانية الفيدرالية لسويسرا في عام 2010 (النسبة المئوية المقربة)

تأتي حصة الأسد من الأموال التي يملكها الاتحاد من الضرائب الفيدرالية التي يجمعها. بالنسبة لعام 2010، تم تحقيق 92.6٪ من إجمالي دخل الاتحادات (إجمالي 62.833 مليار فرنك سويسري) من عائدات الضرائب.  وجاء الجزء الأكبر منها 32.9٪ من ضريبة القيمة المضافة. كانت ثاني أهم إيرادات ضريبية في عام 2010 هي الضريبة الفيدرالية المباشرة، التي ساهمت بنسبة 28.5 ٪ من الميزانية بأكملها. إضافةً إلى ضريبة الاستقطاع (7.5٪)، وضريبة الزيوت المعدنية (8.2٪)، ورسوم الدمغة (4.5٪) وضريبة التبغ (3.7٪)، فضلًا عن الضرائب الأخرى (7.2٪) المضافة إلى إجمالي الميزانية الفيدرالية.
عمومًا، تساوي عائدات هذه الضرائب الفيدرالية في سويسرا نحو 10.5٪ من ناتجها المحلي الإجمالي. بعض الإيرادات غير المالية للميزانية الفيدرالية هي -مثلًا- حصتها في أرباح البنك الوطني السويسري (1.3٪)، أو الإيرادات من المدفوعات المختلفة (2٪) أو الإيرادات من الاستثمارات (0.5٪).
نظرًا إلى أن الضرائب هي المصدر الرئيسي للميزانية، وأن الضرائب تتقلب وفقًا للأداء الاقتصادي السنوي للبلد، فإن جانب الإيرادات في الميزانية الفيدرالية أكثر صعوبة من التنبؤ بالنفقات. إن قيم الإيرادات في الميزانية أنشِئت حديثًا هي توقعات فقط، مبنية على نماذج إحصائية، في حين أن النفقات هي استخدام مخطط سياسي للأموال، وبالتالي يمكن التنبؤ بها بسهولة أكبر.  في حالة سويسرا، غالبًا ما يتبين أن التنبؤ بضريبة الاستقطاع على وجه الخصوص غير دقيق بسبب طبيعة الضريبة شديدة التقلب. يمكن أن تتقلب في حدود عدة مليارات من الفرنكات السويسرية من سنة إلى أخرى (مثلًا من 5.3 مليار فرنك سويسري في عام 1998 إلى 1.6 مليار فرنك سويسري فقط في عام 1999).  كشف تحليل لأخطاء التنبؤ بين عامي 2001 و2010 عن المبالغة في تقدير الإيرادات الفيدرالية بصفة عامة خلال أوقات الركود. وفي فترات الانتعاش الاقتصادي التالية، عادةً ما يُقلَل من شأنها.